# Льерас Камарго, Альберто
Альберто Льерас Камарго (исп. Alberto Lleras Camargo; 3 июля 1906, Богота, Колумбия — 4 января 1990, Богота) — президент Колумбии с 7 августа 1945 по 7 августа 1946 и с 7 августа 1958 по 7 августа 1962. Член Колумбийской либеральной партии.
В 1931 году был избран в Палату представителей от Боготы. В 1934 году стал секретарём президента Альфонсо Лопеса Пумарехо. В 1935-38 годах был министром внутренних дел (с перерывом в 1937 года, когда он временно был министром образования). В 1943 году некоторое время был послом в США, позднее занимал посты министра внутренних дел и министра иностранных дел (в этом качестве он участвовал в подписании Устава ООН в Сан-Франциско). После ухода в отставку Лопеса Пумарехо временно исполнял обязанности президента (1945—1946). В 1948—1954 был первым генеральным секретарём Организации американских государств. После государственного переворота 1957 года, закончившегося свержением Рохаса Пинильи, Льерас стал кандидатом от только что созданного Национального фронта Либеральной и Консервативной партий на президентских выборах 1958 года. На выборах он набрал 2 482 948 (71,74 %) голосов против 741 203 (28,26 %) голосов у Хосе Харамильо Хиральдо.
Будучи президентом, Льерас отменил чрезвычайное положение, начал аграрную реформу и начал сотрудничество с США по линии Союза ради прогресса. Благодаря этому ему удалось сохранить стабильность в стране.